# Voluntarios y conscriptos extranjeros en la Wehrmacht

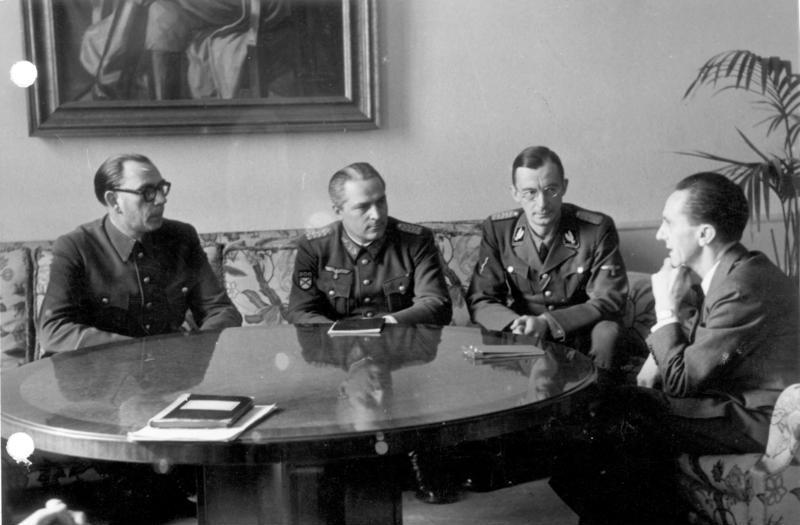
Andrey Vlasov y el General Shilenkov (centro) del Ejército de Liberación Ruso conversando con Joseph Goebbels, febrero, 1945.

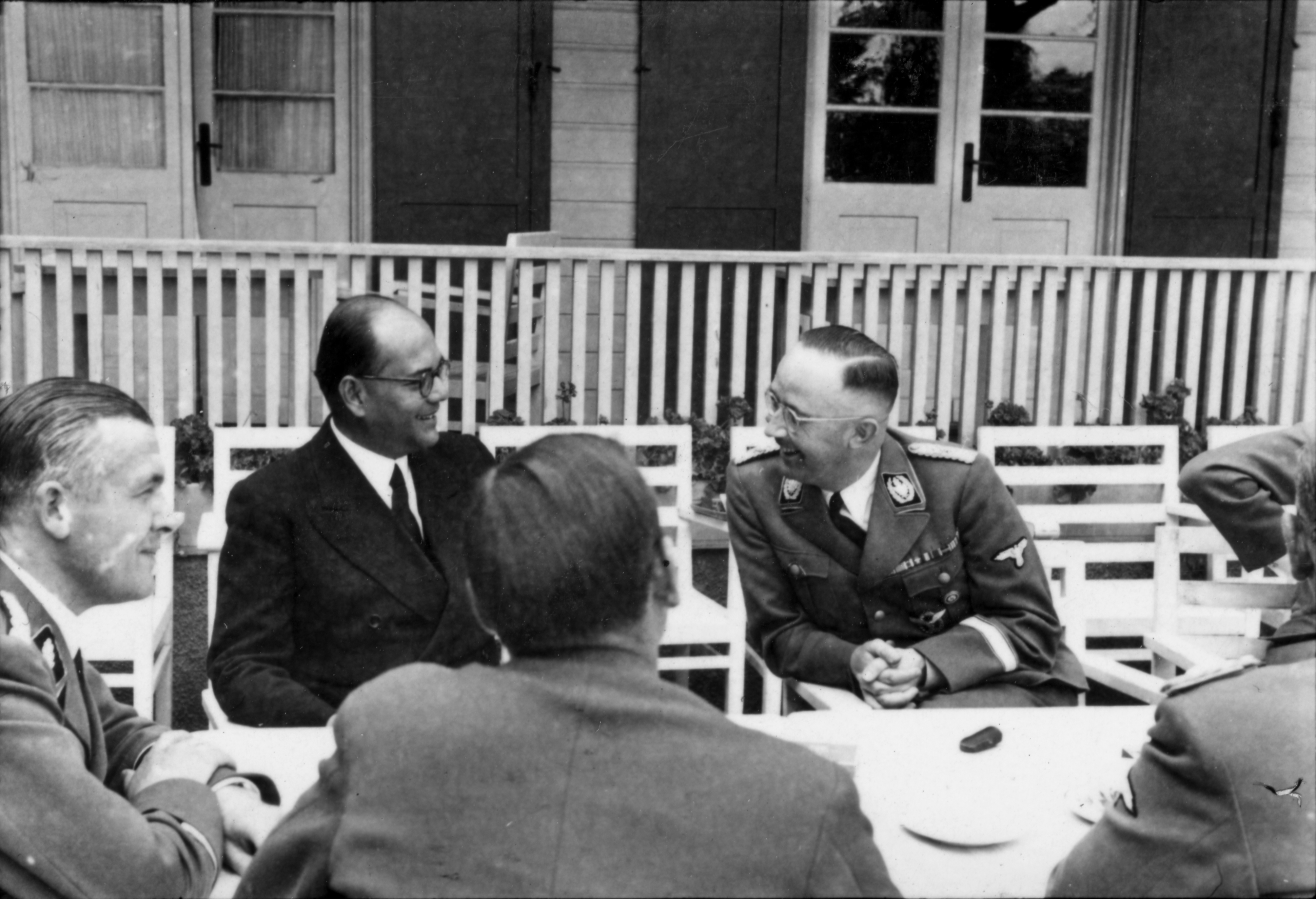
El presidente provisional indio Subhas Chandra Bose en un almuerzo con Heinrich Himmler, 1942.

Entre los aproximadamente un millón de voluntarios y conscriptos extranjeros que sirvieron en la Wehrmacht durante la Segunda Guerra Mundial se encontraban belgas, checos, rusos, judeo-alemanes, neerlandeses, finlandeses, húngaros, noruegos, polacos, portugueses, suecos, indios, japoneses, mongolianos, indonesios, chinos, filipinos, italianos, españoles, árabes, sirios, palestinos, marroquíes, argelinos, tártaros de Crimea, tailandeses, franceses y británicos, junto con personas de los estados bálticos y los Balcanes. También participaron ciudadanos negros con nacionalidad francesa y del Norte de África en el  Afrika Korps.
Algunas estimaciones indican que entre 600.000 y 1.400.000 soviéticos (rusos y no rusos) se unieron a las fuerzas de la Wehrmacht como Hiwis. (o Hilfswillige).  Las fuerzas colaboracionistas ucranianas estaban compuestas por un número estimado de 180.000 voluntarios sirviendo con unidades dispersas por toda Europa. Los emigrantes y desertores rusos de la Unión Soviética formaron el Ejército Ruso de Liberación o combatieron como Hilfswillige dentro de Alemania como unidades de la Wehrmacht principalmente en el Frente Oriental. Los no rusos de la Unión Soviética formaron los Ostlegionen (literalmente "Legiones del Este"). Los Batallones del Este compusieron un total de 175.000 personas. Todas estas unidades fueron comandadas por el general Ernst August Köstring. Una estimación más baja para el número total de voluntarios extranjeros que sirvieron en todas las fuerzas armadas alemanas (incluidas las Waffen-SS) es de 350.000.

## Propósito y política racial
El propósito principal de los extranjeros que se unieron voluntariamente a las diferentes ramas de la Wehrmacht, era por un sentimiento de patriotismo, más allá de existir simpatía por el nacionalsocialismo o no. En el caso de los voluntarios de países del Medio oriente se unieron porque vieron una oportunidad para poder liberar a sus países de sus colonos británicos y judíos, esto incluía a países como Pakistán y la India, en el caso de los rusos era para liberar el país del bolchevismo instalado.

### Política racial
Los voluntarios extranjeros dependían exclusivamente de las Waffen SS y el Wehrmacht , más no de la organización política racial del partido, que era exclusivamente para alemanes arios y que por ende no podían unirse a ésta de ninguna manera. Aun así, las divisiones de las Waffen SS compuestas de extranjeros fueron distinguidas y los extranjeros que luchaban entre estas divisiones no tenían membresía en la SS.

## Lista de unidades

### Unión Soviética

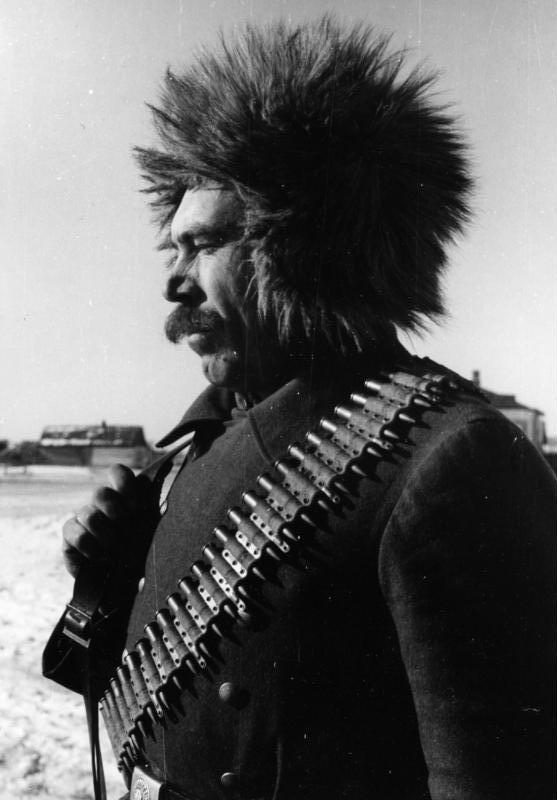
Calmuco ruso.

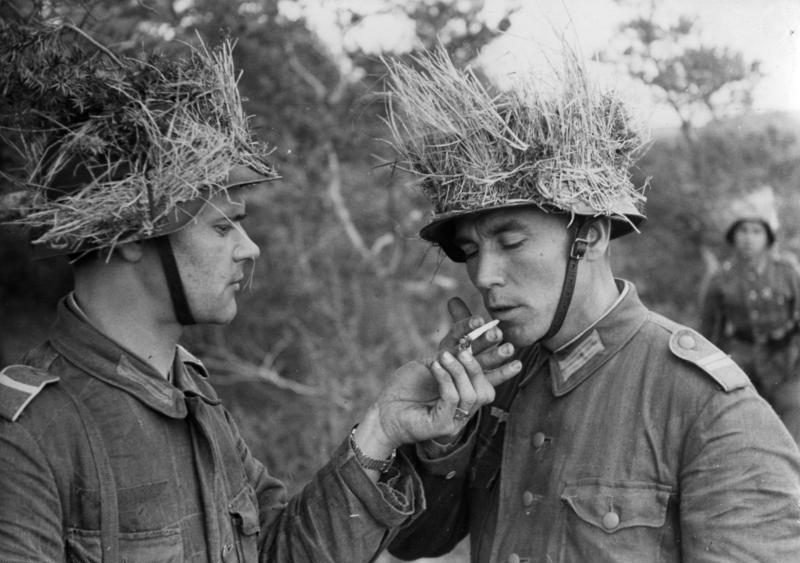
Voluntarios Tártaros.

| Nombre de la Unidad                            | Descripción |
| ---------------------------------------------- | --- |
| 162º División de Infantería Turcomana          | Formada en mayo de 1943 y compuesta por 5 Azeríes y 6 Turkestaníes, unidades de artillería/infantería                                                         |
| XV SS Cuerpo de Caballería Cosaco              | Compuesto por la etnia cosaca. Hasta el 1 de febrero de 1945 bajo el mando de la Wehrmacht, luego el Cuerpo fue transferido a las Waffen-SS                   |
| Cuerpo de Voluntarios de Caballería Calmuca    | Compuesto por calmucos |
| Batallón Nachtigall                            | Ucranianos de la Organización de Nacionalistas Ucranianos |
| Batallones Orientales                          | Compuesto mayoritariamente por caucasos |
| Batallón Roland, Alias, Grupo Especial Roland. | Compuesto por ciudadanos de la Segunda República Polaca de etnia ucraniana                                                                                    |
| Cuerpo Protector Ruso                          | Compuesta por inmigrantes rusos |
| Ejército Ruso de Liberación                    | Compuesto por mayoría étnica rusa |
| Brigada Kaminski, Alias, RONA                  | Compuesto por mayoría étnica rusa |
| Ejército Ucraniano de Liberación               | Compuesto por ucranianos de la Organización de Nacionalistas Ucranianos                                                                                       |
| Ejército Nacional de Ucrania                   | Compuesto por ucranianios |
| Legión de la Fuerza Aérea Letona               | Unidad Aérea compuesta de letones |
| Legión Turquestana                             | Compuesta por túrquicos |
| Legión Armenia                                 | Compuesta por armenios |
| Legión Azerbaiyana                             | Compuesta por azerbaiyanos |
| Legión Musulmana Caucásica                     | Compuesta por abjasios, circasianos, kabardianos, balcares, karachais, chechenos, ingushes y los pueblos de Daguestán kurdos, talyshs y los osetios del Norte |
| Legión Georgiana                               | Compuesta por georgianos |

### Francia
| Nombre de la Unidad                                    | Descripción |
| ------------------------------------------------------ | ----------- |
| 33.ª División de Granaderos SS Voluntarios Charlemagne | Franceses   |
| Legión de Voluntarios Franceses Contra el Bolchevismo  | Franceses   |

### Croacia
| Nombre de la Unidad                                         | Descripción |
| ----------------------------------------------------------- | ----------- |
| 369.ª División Croata de Infantería (Wehrmacht)             | Croatas     |
| 373.ª División Croata de Infantería (Wehrmacht)             | Croatas     |
| 392.ª División Croata de Infantería (Wehrmacht)             | Croatas     |
| 369.º Regimiento Croata de Infantería Reforzada (Wehrmacht) | Croatas     |
| Legión Naval Croata                                         | Croatas     |
| Legión de la Fuerza Aérea Croata                            | Croatas     |

### Polonia
| Nombre de la Unidad              | Descripción |
| -------------------------------- | ----------- |
| Polacos en la Wehrmacht          | Polacos     |
| Granatowa Policja (Policía Azul) | Polacos     |

### España
| Nombre de la Unidad | Descripción |
| ------------------- | ----------- |
| División Azul       | Españoles   |
| Legión Azul         | Españoles   |

### Mundo Árabe

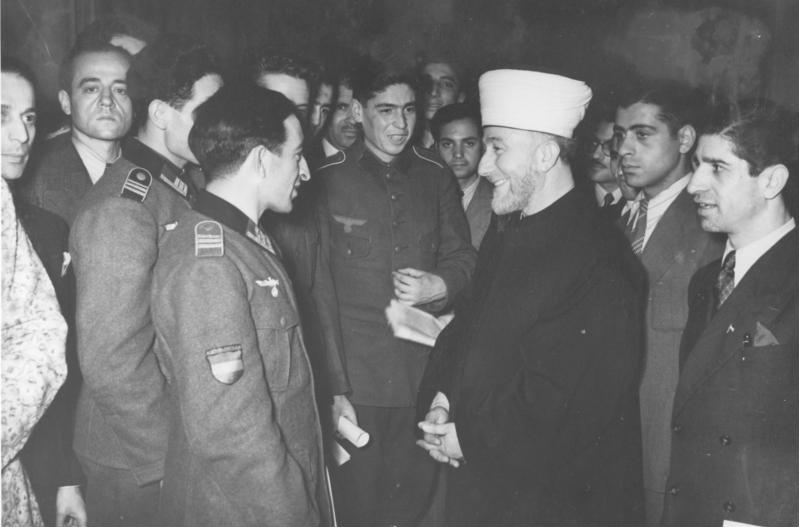
Encuentro de Amin al-Husayni con voluntarios musulmanes, incluyendo la Legión Azerbaiyana, en la inauguración del Instituto Central Islámico en Berlín el 18 de diciembre de 1942, durante el festival musulmán Eid al-Adha.

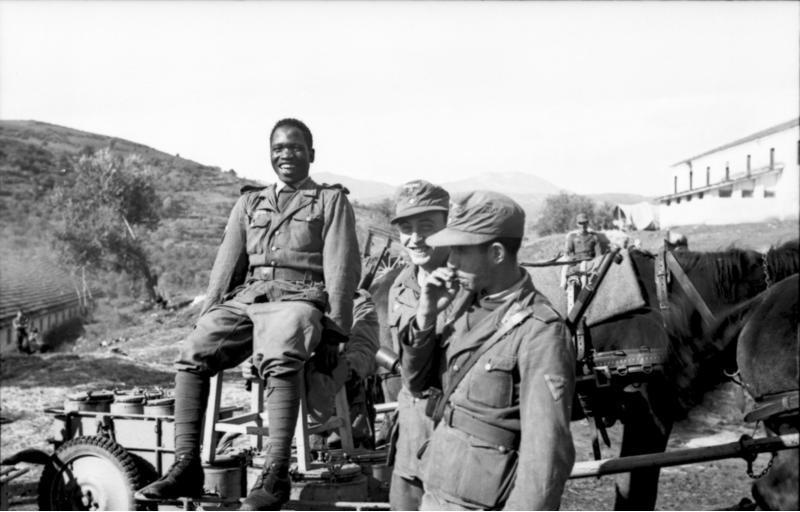
Voluntarios negros y árabes descansando, Grecia, septiembre, 1943.

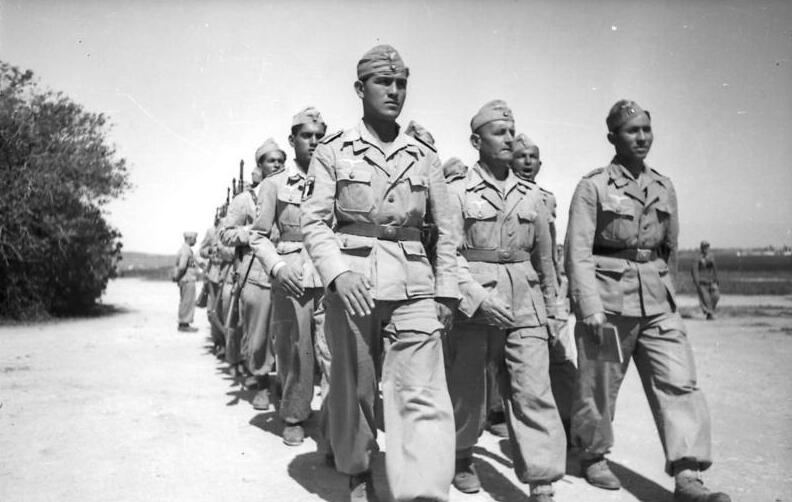
Desfile.

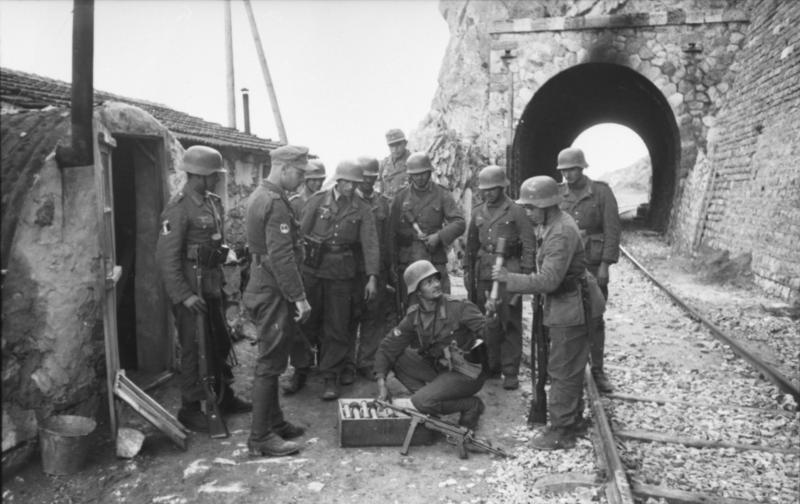
Soldados descansando y recargando municiones.

| Nombre de la Unidad     | Descripción         |
| ----------------------- | ------------------- |
| 845° Legión Árabe Libre | Árabes y Afroárabes |

### Judíos
| Nombre de la Unidad     | Descripción                                                                                                 |
| ----------------------- | --- |
| Policía del gueto judío | Eran ciudadanos mitad judío, mitad alemán, eran llamados Mischlinge (Mezclados) y judíos colaboracionistas. |

### Bélgica
| Nombre de la Unidad                                  | Descripción                  |
| ---------------------------------------------------- | ---------------------------- |
| 28.ª División de Granaderos SS Voluntarios Wallonien | Compuesta por valones belgas |

### Otros

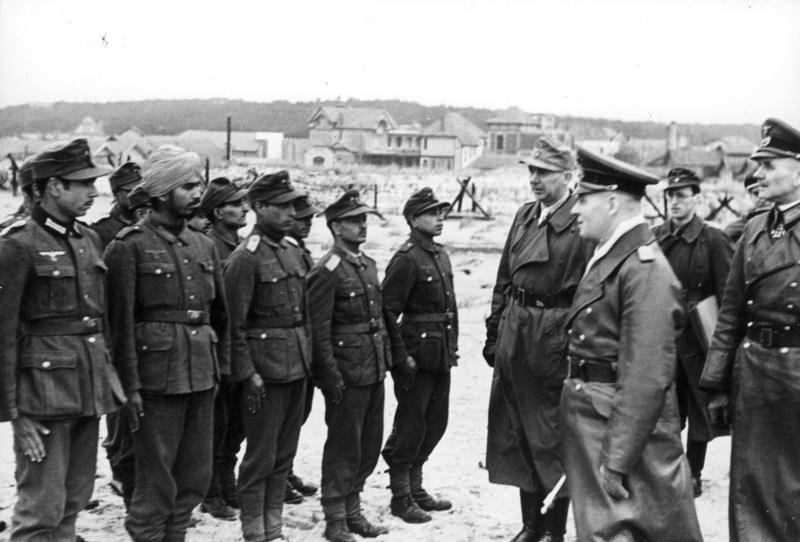
El mariscal de campo Erwin Rommel revisa parte de la Legión India Libre comprometida con la guarnición del Muro Atlántico en Francia, 10 de febrero de 1944.

| Nombre de la Unidad  | Descripción                                                                                   |
| -------------------- | --------------------------------------------------------------------------------------------- |
| Legión India Libre   | Compuesta por indios del Congreso Nacional Indio y el Movimiento de independencia indio       |
| Legión Volga-Tártara | Compuesto por musulmanes volga-tártaros/volga-búlgaros, baskires, chuvasios, marís y udmurtos |

## Juramento
Los voluntarios que se unían a la Wehrmacht debían hacer un juramento de lealtad hacía su país, Adolf Hitler y al pueblo alemán.
El texto del juramento era similar al siguiente ejemplo de la Legión India Libre:[cita requerida]

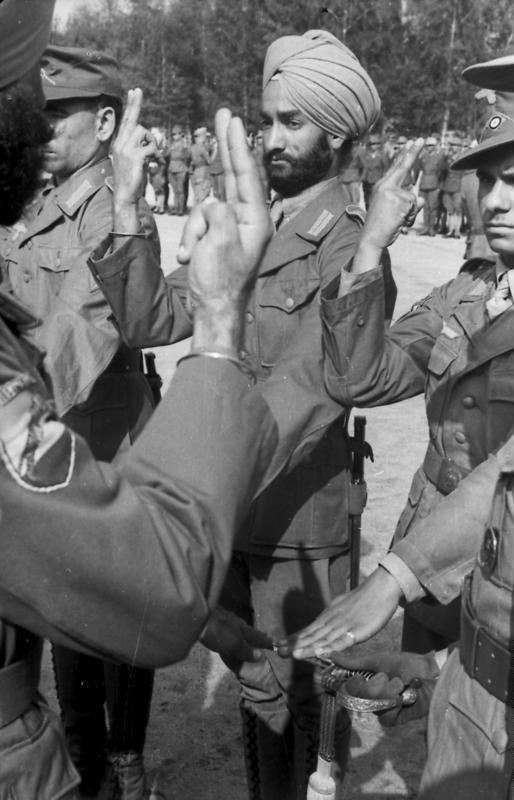
Soldados jurando en 1942.

Ich schwöre Gott in diesem heiligen Eid, dass ich dem Führer der deutschen Rasse und des Staates, Adolf Hitler, als Befehlshaber der deutschen Streitkräfte im Kampf um Indien, dessen Führer Subhas Chandra Bose ist, gehorchen werde. Ich wollte 500 Freiwillige, die in Deutschland und dann mit dem Fallschirm in Indien ausgebildet werden. Jeder hob die Hände. Tausende von uns als Freiwillige.

Juro por Dios en este juramento sagrado que voy a obedecer al líder de la raza alemana y el Estado, Adolf Hitler, como el comandante de las fuerzas armadas alemanas en la lucha por la India, cuyo líder es Subhas Chandra Bose. Quería a 500 voluntarios que serían capacitados en Alemania y luego en paracaídas en la India. Todos levantaron la mano. Miles de nosotros como voluntarios.

### Españoles

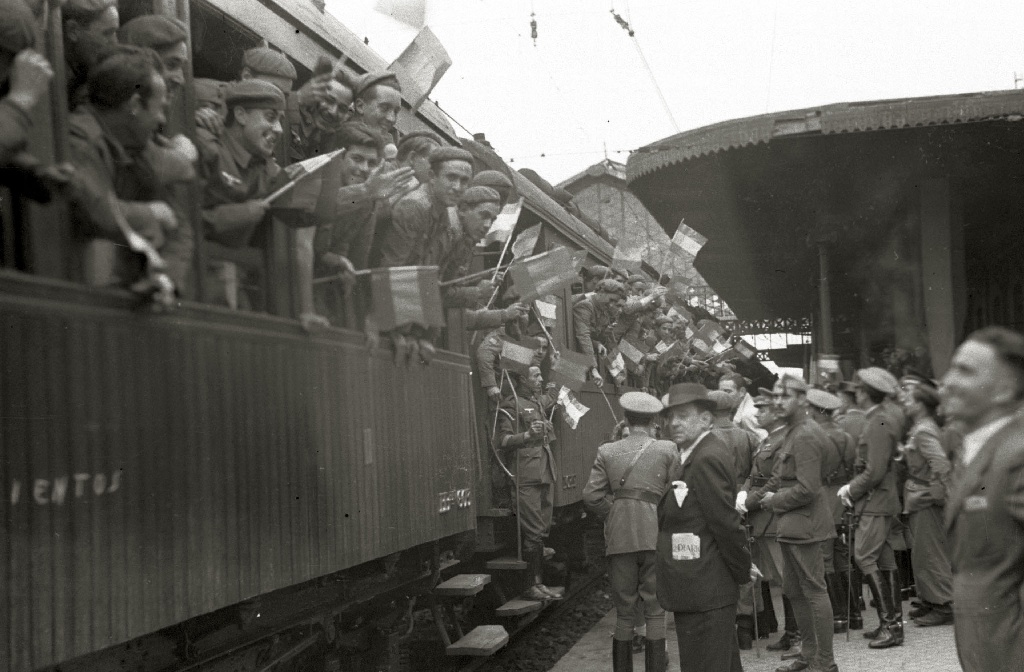
Voluntarios españoles de la División Azul entrando a San Sebastián, 1942.

#### Ucranianos

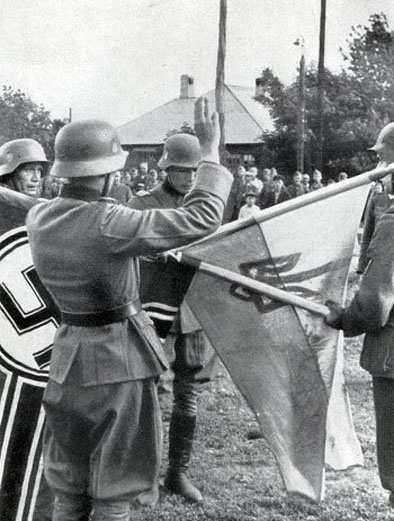
Soldados del Ejército Ucraniano de Liberación jurando a Adolf Hitler.

## Voluntarios notables

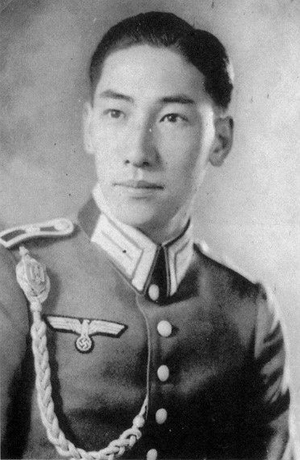
Chiang Wei-kuo, el asiático más famoso miembro de la Wehrmacht.

- León Degrelle
- Iván Mikoláiovich
- Ricardo Walther Darré
- Karl Hermann Frank
- Peter Hansen
- Muhammad Amin al-Husayni
- Dieter Pfeifer
- Edgar Puaud
- Chiang Wei-kuo
- Eduard von Böhm-Ermolli
- Andrejs Eglītis
- Sven Hassel
- Alexander Löhr
- Carlos Fuldner
- Werner Goldberg
- Edmund Glaise von Horstenau
- Hans-Caspar Kreuger
- Samuel Kunz
- Jacques de Mahieu
- Harald Nugiseks
- Alfons Rebane
- Román Shujévych
- Miguel Ezquerra
- Ángel Salas Larrazábal
- Demetrio Zorita Alonso